# Трстене (Ліптовски Мікулаш)
Трстене (словац. Trstené) — село, громада округу Ліптовський Мікулаш, Жилінський край, регіон Ліптов. Кадастрова площа громади — 3,94 км².
Населення 226 осіб (станом на 31 грудня 2018 року).

## Історія
Трстене згадується 1269 року.

## Населення
| Рік:            | 1994. | 2004.   | 2014.    | 2024.   |
| --------------- | ----- | ------- | -------- | ------- |
| Кількість осіб: | 202   | 205     | 233      | 219     |
| Різниця:        |       | +1,48 % | +13,65 % | -6,00 % |

| Рік:            | 2023. | 2024.   |
| --------------- | ----- | ------- |
| Кількість осіб: | 217   | 219     |
| Різниця:        |       | +0,92 % |